# Your Monster
Pour plus de détails, voir Fiche technique et Distribution.
Your Monster est un film américain écrit et réalisé par Caroline Lindy et sorti en 2024. Il s'agit d'une adaptation du court métrage du même nom de 2019,.
Le film met en vedette l'actrice Melissa Barrera et l'acteur Tommy Dewey,. Il est présenté en avant-première au festival du film de Sundance 2024.

## Fiche technique
Sauf indication contraire, les informations mentionnées dans cette section peuvent être confirmées par la base de données cinématographiques IMDb,  présente dans la section « Liens externes ».
- Titre original : Your Monster
- Réalisation et scénario : Caroline Lindy
- Musique : Timothy Williams (en)
- Décors : Brielle Hubert
- Costumes : Matthew Simonelli
- Photographie : Will Stone
- Montage : Daysha Broadway et Jon Higgins
- Production : Kayla Foster, Caroline Lindy, Shannon Reilly, Kira Carstensen et Melanie Donkers
- Sociétés de production : Bombo Sports and Entertainment et Merman
- Sociétés de distribution : Vertical (en) (États-Unis), Shadowz (France)
- Budget : N/A
- Pays de production :  États-Unis
- Langue originale : anglais
- Format : couleur
- Genre : comédie horrifique et romantique
- Durée : 98 minutes
- Dates de sortie[5] :
  - États-Unis : 18 janvier 2024 (festival de Sundance)
  - Belgique : 14 avril 2024 (Festival international du film fantastique de Bruxelles)
  - France : 17 octobre 2024 (Festival international du film de La Roche-sur-Yon)[6] ; 27 juin 2025 (VOD)
  - États-Unis, Canada : 25 octobre 2024 (sortie limitée)
- Classification[7] :
  - États-Unis : R

## Distribution
- Melissa Barrera (VF : Nathalie Aranda) : Laura Franco
- Tommy Dewey (en) : le monstre
- Edmund Donovan (en) : Jacob Sullivan
- Kayla Foster : Mazie
- Meghann Fahy (VF : Kelly Bellacci) : Jackie Dennon

Source et légende : version française (VF) sur RS Doublage et le carton cinématographique du doublage français.

## Production
Le tournage, qui ne dure que 20 jours, se déroule à Hoboken dans le New Jersey.

## Distinctions

### Récompenses
- Festival international du film fantastique de Bruxelles 2024 : Corbeau d'argent (Silver Raven), partagé avec Cuckoo[10],[11]
- Lower East Side Film Festival 2024 : Best of Fest (le meilleur du festival)[12]
- Sundance Londres 2024 : prix du public[13],[14]
- Charlotte Film Festival 2024 : prix du public dans la catégorie Narrative Feature (long métrage de fiction)[15]

### Sélections
- Festival du film de Sundance 2024
- Festival international du film de La Roche-sur-Yon 2024[6]
- Grindhouse Paradise 2025 (Toulouse) : en compétition[16]